# Lars Ulstadius

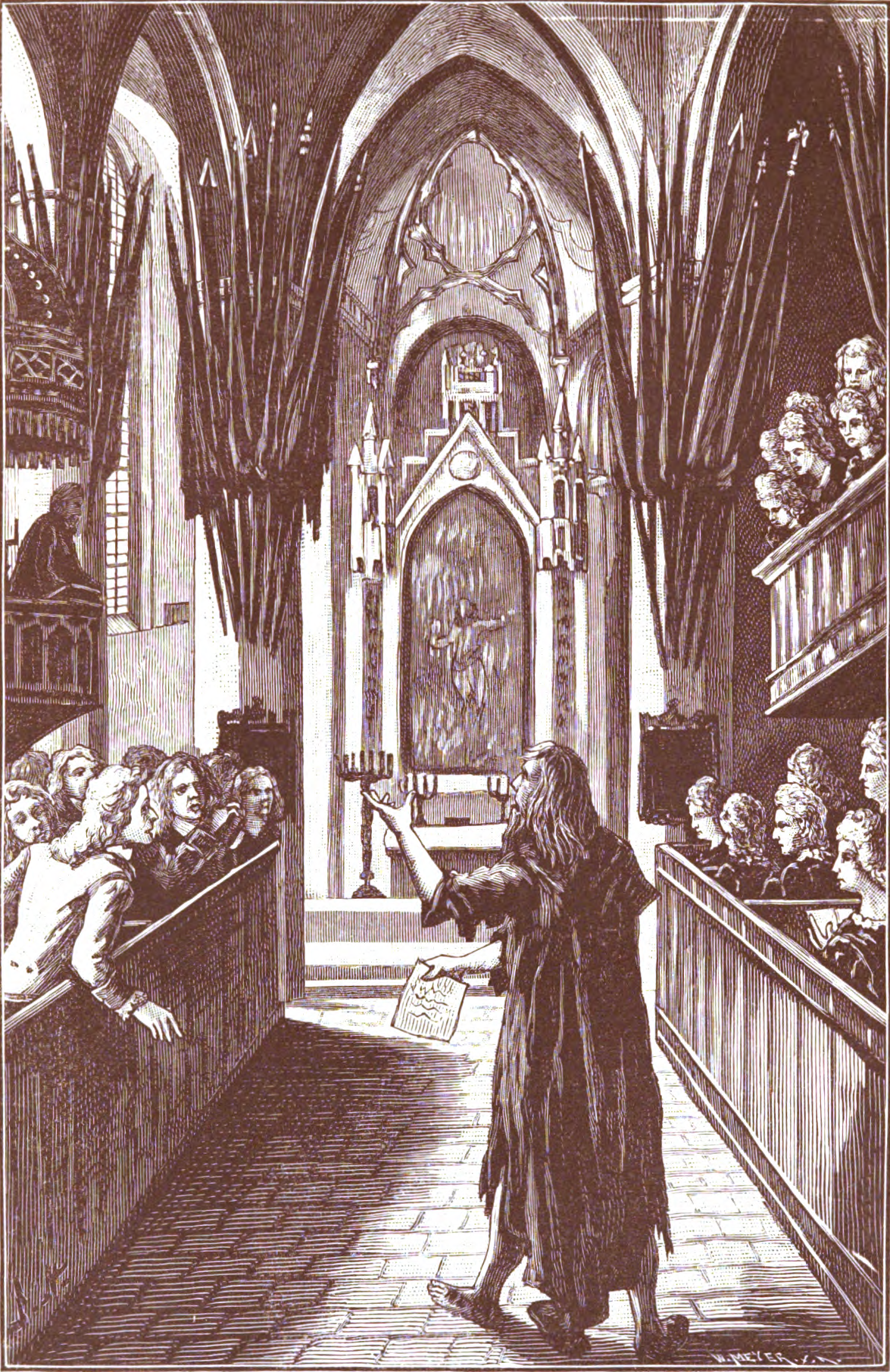
Ulstadius och "det ohyggliga uppträdet i Åbo domkyrka"

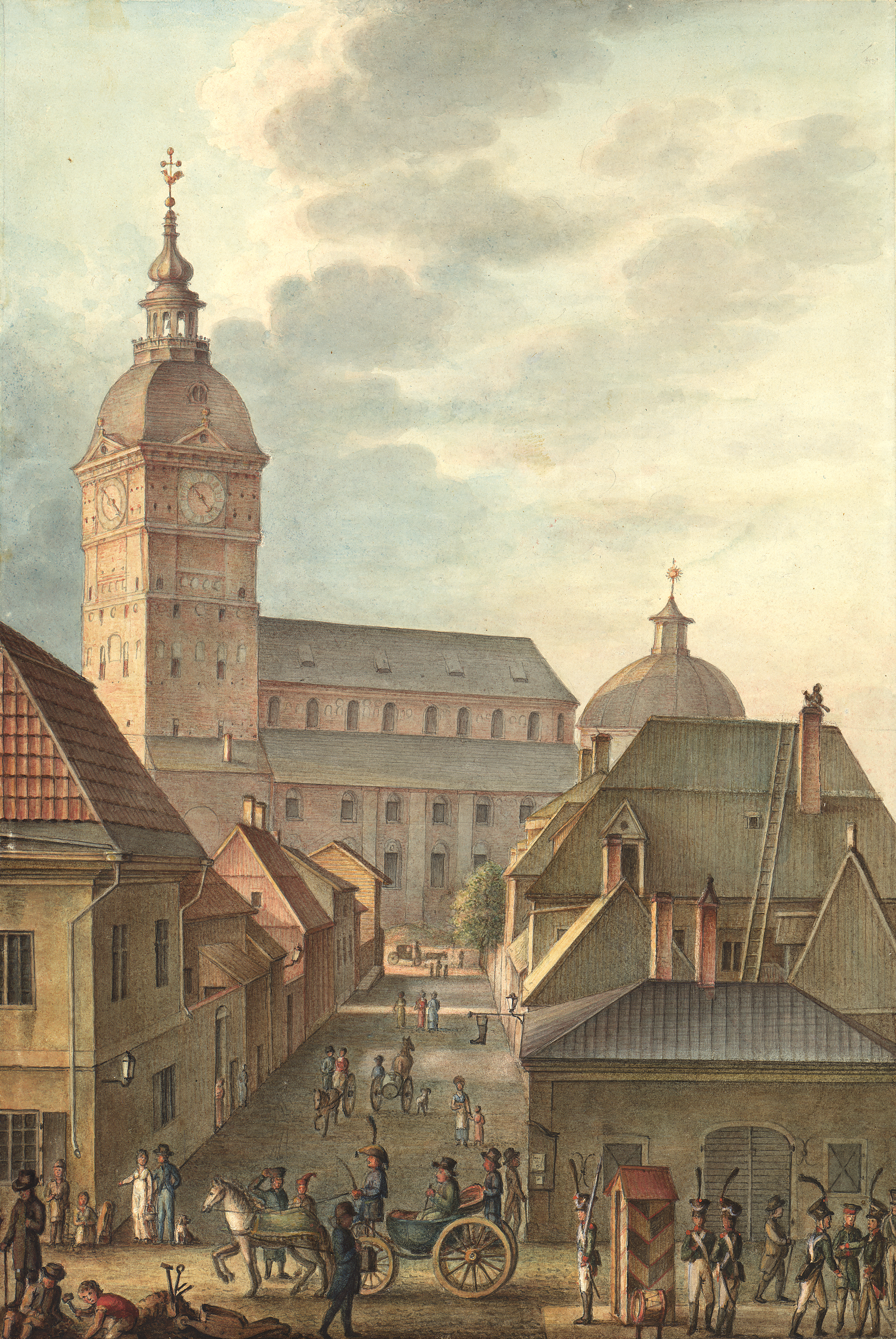
Åbo Gamla Domkyrka

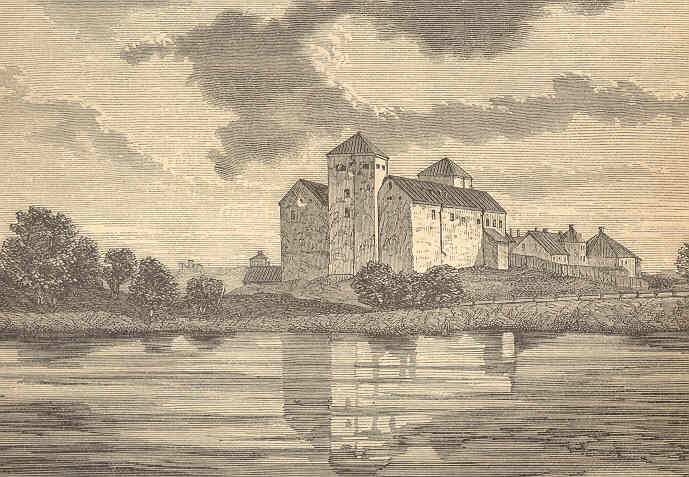
Åbo Slott i Finland

Lars Ulstadius, född omkring 1650 i Österbotten i Finland, död 1732 i Stockholm, var av sin samtid ansedd som en pietistisk "religionssvärmare". Han var son till kyrkoherden i Ijo, Anders Ulstadius, och dennes hustru Maria Lithovius.
Efter studier i Uppsala och Åbo blev han prästvigd 1680 och utnämndes samma år till kollega (lärare) vid läroverket i Uleåborg. Under inflytande från pietismen avsade han sig dock snart prästämbetet.
Lars Ulstadius har gått till historien för en händelse som kallats "det ohyggliga uppträdet i Åbo domkyrka", som renderade honom ett 40-årigt fängelsestraff.

## Karl XI:sreligionsedikt
Bakgrund
Den 6 oktober 1694 utkom ett edikt på tyska, vari den svenske konungen Karl XI, sedan han beklagat det sedan några år tillbaka på flera orter i Tyskland kring sig gripande pietistiska svärmeriet "av landsfaderlig omsorg om sina undersåters eviga välfärd" befallde, att alla invånare i hans provinser, av vad stånd och kondition de vara må, men i synnerhet präster och lärare, skulle avhålla sig från alla "kätterska, farliga, misstänkta och anstötliga talesätt", på intet vis tåla privata sammankomster i husen eller andra "hemliga conventicula" samt stadigt hålla sig vid Guds ord och de besvurna symboliska böckerna, varjämte hårt ansvar, ända till avsättning och landsförvisning, stadgades såsom påföljd för brott mot detta påbud.
Anmärkas bör, att ifrågavarande edikt, som närmast avsåg de tyska provinserna, angiver såsom sitt syftemål att förekomma det ondas utbredande över landet, och att det icke är känt hur tidigt det kom till användning, och hur strängt det tillämpades.

## Finlands profeter
Ulstadius, Schæfer och Ulhegius
Vid ungefär samma tid uppträdde i Finland trenne män, som om de än kanske huvudsakligen hämtat sina villomeningar från Kasper Schwenkfeld, Valentin Weigel och Jakob Böhme, likväl även torde hava rönt något inflytande av den spenerska rörelsen. De var prästen Lars Ulstadius och två av hans lärjungar, magister Peter Schaefer och Åbo-studenten Olaus Ulhegius.
Desse tre personer utgav sig för att vara Finlands profeter, begåvade med samme helige Ande, som de män, vilka i Gamla Testamentet blev av Gud utsända att lära folket, och denna sin kallelse bemödade de sig att bestyrka genom ett levnadssätt och uppförande, som hade någon likhet med de förras. De klädde sig i söndriga och orena kläder, försakade alla livets bekvämligheter, predikade utvärtes heliga och köttets späkande, samt försummade icke att därvid angripa den lutherska kyrkan och tadla dess prästerskap.
De synes i synnerhet ha yrkat den med pietisterna gemensamma satsen, att en ogudaktig prästmans förvaltning av sitt ämbete icke kan ha någon kraft. Schaefer inlämnade till domkapitlet i Åbo den 28 november 1689 en skrift, i vilken han avsade sig magistertiteln, under föregivande att han, sedan han nu lärt sig inse de villovägar, på vilka han förut gått, icke kunde, såsom en rätt Jesu lärjunge, med gott samvete och emot dess bud låta kalla sig mästare.
De blev förelöpare till en svärmisk mot den lutherska statskyrkan fientlig religiös riktning, som väckte mycket uppseende och föranledde vidlyftiga och stränga rättsåtgärder emot "villoandarna."
Efter någon tid fängslades de tre och anklagades inför konsistorium, vilket efter flera förhör och fåfänga försök att förmå dem frångå sina irrläror ansåg dem skyldiga till döden, men hänsköt saken till Åbo hovrätt, som bedömde dem mildare och i sin berättelse till Kunglig Majestät hemställde, att Schaefer, på grund av läkarbetyg att han led av melankoli och hypokondri, måtte frigivas och sändas till sin broder i Stockholm, där han genom läkemedel och umgänge med upplysta och rättsinnade människor kunde återställas till hälsan, ävensom att Ulstadius och Uhlegius måtte behandlas såsom mindre vetande.

## "Religiöse fanatici"
Den förstnämnde av dessa "religiöse fanatici", Lars eller Laurentius Ulstadius, hade alltså studerat i Uppsala och Åbo, 1680 blivit prästvigd och samma år anställd såsom kollega vid läroverket i Uleåborg.
Sedan han 1682 sökt kapellanstjänsten i Uleåborg men vid dess tillsättande blivit förbigången, greps han av ett djupt svårmod och avsade sig under dess inflytande såväl prästämbetet som kollegasysslan. Han började nu läsa allehanda uppbyggelseskrifter och föra ett strängt botgörarliv, med fastor och vakor.
De filosofiska böcker han hade sedan studietiden tog han nu och lade på gården där han bodde och sprängde dem i luften.
Efter några år av grubblande lämnade han Uleåborg och begav sig 1683 till Åbo. För att lätta sitt samvete begärde och erhöll han där tillåtelse att hos konsistorium "få undergå uppenbar kyrkoplikt" i domkyrkan, för att få försona några ungdomsförseelser, vilket honom omsider beviljades. 1685 undergick han den förödmjukande botgöringen.
Under de närmast följande åren, som han i armod tillbragte i Åbo, tilltog hans svärmeri alltmer och övergick slutligen till sinnesrubbning. Han började nu angripa även den lutherska läran.
Han förde ett försakelsefullt liv, gick okammad och orakad omkring på gatorna samt nyttjade så trasiga kläder, att de knappt skylde kroppen. Han lät skägg och hår växa och bytte aldrig varken linnetyg eller gångkläder, utan gick i den uslaste dräkt, varför denna snart föll i trasor. Under ungefär två år varken tvättade han sig eller klippte sitt hår och skägg. Detta påminner mycket om de ryska heliga dårarna, "dårarna i Kristus".

## "Ohyggligt uppträde" i Åbo domkyrka
År 1688 den 22 juli inträffade i domkyrkan ett ohyggligt uppträde, vilket vi inför efter professor Matthias Akianders berättelse, intagen i första delen i det av honom utgivna arbetet "Historiska upplysningar om religiösa rörelserna i Finland."
Då Ulstadius i juli månad 1688 bevistade en gudstjänst i domkyrkan, förargades han över att prästens predikan syntes honom alltför skarpt framhålla rättfärdiggörelsen genom tron allena utan gärningarna. Med sina trasiga kläder och sitt långa hängande hår och stora matta skägg, reste han sig och upphov, mitt under predikan, ljudligen sin röst och anhöll att få uppläsa en av honom författad trosbekännelse (med de radikala teser han stod för), samt började själv hålla en sträng straffpredikan med klander mot prästerskapet och klagan över kyrkans förfall.
Akiander skriver: "Ovanstående dag röjde han i domkyrkan 'fullkomlig sinnesrubbning' sålunda, att han under pågående predikan med hög röst bad presten Kulhowius hålla upp med sin predikan tills han finge aflägga sin bekännelse, som han hade skriftligen uppsatt och nu började uppläsa."
Förmanande folket, ropade Ulstadius till dem att icke låta bedraga sig av prästernas falska lära. Likt en gammaltestamentlig profet förkunnade han att den lutherska läran skulle dömas, att bönböcker och postillor innehöll lögnläror och att prästerna inte hade den Helige Ande.
Innan Ulstadius hunnit längre, avbröt Kulhowius hans läsning, anmodande två karlar att leda honom ut från kyrkan. Ulstadius gjorde då så häftigt motstånd, att klädtrasorna revs i stycken och föll från kroppen. Slitande sig lös ur karlarnas händer, sprang han alldeles naken några slag av och an på stora kyrkogången och ropade, (på sjungande finlandssvenska får man anta): "Så skall ännu prästernas skam blottas som jag nu är naken."
Detta upprepade han tre gånger, endast skyld av sitt långa hår och skägg. Sedan blev han utledd, under mycket motstånd.
Naturligtvis kunde sådant icke få ske onäpst. Några dagar senare togs han i fängsligt förvar. Han sattes i häkte i väntan på att ställas till ansvar för sitt "förargelseväckande beteende".

## Inför Åbo Hovrätt
1689 blev han, tillsammans med de två ovannämnda vännerna, som dragit på sig liknande anklagelser, ställd inför Åbo hovrätt.
De tre förklarade och försvarade sig i vidlyftiga skrifter. Domkapitlet och Akademins konsistorium sparade icke heller på ord i breda och långa vederläggningar.
Rannsakningen visade, enligt hovrätten, att de anklagades villfarelser var flerfaldiga. De ansåg att papisterna hade en i det närmaste riktig lära om rättfärdiggörelsen, att den Heliga Skrift var allenast en död bokstav, såframt ej "Kristi Ande är därhos", att predikans kraft beror av predikantens helighet, osv.
De hade också brukat talesätt, som befanns kätterska och anstötliga, såsom att de fromma var "Kristi avbild, liksom Kristus är Faderns", att hos prästerna borde "den Helige Ande brinna", på det de måtte kunna meddela honom åt sina åhörare, att ordet "person" ej borde brukas i treenighetsläran, då det ej förekommer i bibeln, osv.
Slutligen förkastade de kyrkans symboliska böcker och hade "med svåra injurier utfarit" emot konsistorium och prästerskapet. Man finner att, om än de anklagade gick mycket längre i svärmiska överdrifter än Speners vänner i Tyskland, så ägde de dock mycket gemensamt med dem och drev i synnerhet med iver den bekanta pietistiska satsen, att en opånyttfödd prästmans förvaltning av sitt ämbete icke kan ha någon kraft.
Hovrätten, som inberättade saken till Kunglig Majestät, hemställde visserligen om inte de anklagade borde behandlas såsom mindre vetande. Men biskop Johan Gezelius den yngre, vilken nu (från att tidigare ha varit positivt inställd till pietismen) hade ändrat tankar beträffande hela den rörelse, som kunde anses leda sitt upphov från Spener, var av annan mening och yrkade, att alla tre borde kvarhållas i fängelse och domkapitlet arbeta på deras omvändelse, en åsikt, som konungen delade.
Sedan de under tre år varit inneslutna, förmåddes Schaefer och Uhlegius att återkalla sina villfarelser och frigavs 1692 ur fångenskapen på Åbo slott. Uhlegius, som även han var prästson, från Uleåborg i Österbotten och hade studerat i Uppsala och Åbo, blev efter frigivningen lantmätare och inspektor på en gård i Eura. Där återföll han till sist i sina förra grubblerier, men dog 1702 innan det hann leda till nya förvecklingar.
Schaefer, som först gjort avbön och som frigiven rest till Pennsylvania, där han uppehållit sig en tid, återkom ångerfull över sitt svek till Finland och återupptog sina "villfarelser" och insattes ånyo i fängelse 1707 och fick försmäkta inom dess murar, tills han avled 1728. Sista tiden satt han på Gävle slott i Sverige.
Ulstadius stod dock orubbligt fast vid sin bekännelse och kunde ej förmås till återkallelse. Han blev därför den 10 december 1692 av Åbo hovrätt dömd att "såsom en avfälling och den evangeliska lärans försmädare" mista livet. Men alldenstund undersökningen både om hans lära och hans besynnerliga förhållande ledde till det resultat att han "ej hwar riktig i hufvudet." utan "hafva en svår melankoli", så mildrades domen till livstids straffarbete.

## Sänd till beryktade Smedjegårdsfängelset i Stockholm
1693 sändes så Lars Ulstadius till Stockholm och insattes i det legendariska Smedjegårdshäktet, där han i nära fyrtio år hölls i fängsligt förvar. Trots att hans uppförande var stilla och sansat, underkastades han samma stränga tukt som användes mot de grövsta brottslingarna.
Det hårda straffarbetet bestod för hans del i att, dels likt ett djur trampa ett stort kvarnhjul, dels krossa och bära tegelsten. Detta pågick oavbrutet i 10 år.
En gång under denna tid var han så utmattad att han svimmade. När han kvicknade till stod vakten över honom och befallde honom att resa sig och gav honom flera hårda slag. Lars begärde att få vila resten av dagen för att återhämta sig till morgondagens arbete. Detta beviljades honom, men med hotelsen att han skulle få ännu mer stryk nästa dag om han inte arbetade full dag då. Lars svarade honom då, så att medfångar och andra vakter hörde det: "Arma människa, du lovar plåga mig i morgon hårdare än idag, men vet icke om Gud skall låta dig få uppleva morgondagen."
Nästa dag fann de vakten död i hans hem.
Efter den händelsen behandlades fången något bättre. Ulstadius hade dock av straffarbetet blivit fysiskt nedbruten. Vid ett senare tillfälle, efter att ha klagat på sina medfångars dåliga förhållanden, beordrades han och en annan fånge som straff att rengöra en djup brunn som var fylld av giftiga ångor. Ulstadius fick då ångor i sig och störtade handlöst ner i brunnen. De kringstående gick fram till brunnen i tron att han skulle ligga död där nere, men vittnade senare om att de sett Guds änglar tillsammans med den oskadde Ulstadius i brunnen.

## Benådad av drottningen men avböjer frigivning

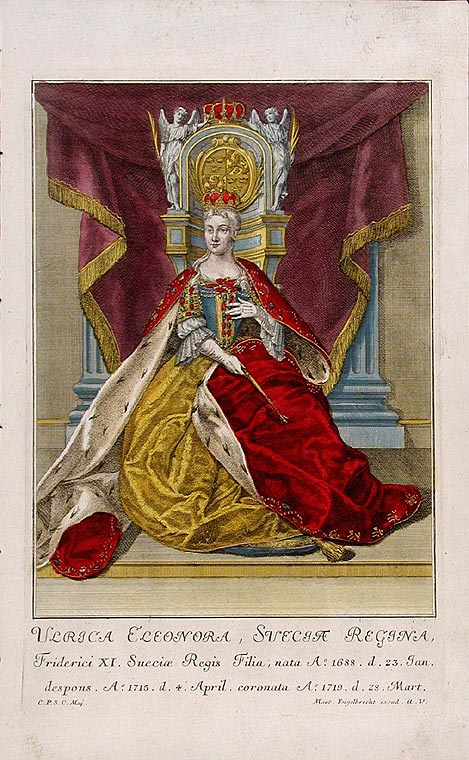
Drottning Ulrika Eleonora, av Martin Engelbrecht (1684–1756)

Åren gick, och Ulstadius fick det gradvis bättre. Han fick nu en egen smedja i fängelset där han kunde arbeta och förtjäna en inkomst. Enligt egen utsago upplevde han under denna tid en oavbruten andlig salighet.
Enligt vännen Peter Schaefer, som besökte Ulstadius vid ett tillfälle, hade Ulstadius överlämnat till kungliga slottets sekreterare Ackerhielm en profetia om en stor olycka som Karl XII och hela hans folk skulle drabbas av. Några år senare (1718) stupade kungen, och en tid av nationella katastrofer drabbade Sverige.
Vid drottning Ulrika Eleonoras kröning 1719 blev han erbjuden friheten.
När han fick besked om frigivningen, frågade han om drottningen givit honom rätt i sak. Då svaret var att han endast blivit benådad, begärde han att få kvarstanna i sitt fängelse, vilket bifölls honom. Då hade han varit i detta plågoandarnas fängelse i 31 år. Han insåg att om han accepterade att bli benådad, så var det liktydigt med att erkänna sig skyldig. För en oskyldigt dömd är det inte en nåd att bli frigiven, utan en rättighet. Så han avböjde alltså.
Det berättas, att han under sin sista fängelsetid ofta hade besök av de väckta själar, som då fanns i Stockholm. Eftersom Ulstadius under denna tid hade större frihet, kunde han ta emot många besökare på en gång, och hans cell blev en omtyckt samlingsplats för andligt hungriga unga pietister. Bland andra besökte Sven Rosén honom flitigt och tog djupa intryck av den gamle profeten och hans andliga lärdomar. Det var också Sven Rosén som satt vid Lars Ulstadius dödsbädd.
Den 6 oktober 1732, mitt under den brusande pietistiska väckelsen i Stockholm, avled han i Smedjegårdsfängelset. Han var då 82 år gammal.
När hans kista skulle hämtas till begravningsplatsen, bars den i ett stort tåg genom Stockholm, åtföljd av en stor skara orädda pietister, av både hög och låg samhällsställning.

## Betydelse för väckelsen i Finland - och Sverige
Lars Ulstadius har betraktats som upphovsmannen till den pietistiska rörelsen i Finland. Som framgår ovan hade han också stor betydelse för pietismen i Sverige. Överallt i de båda länderna uppkom andliga rörelser som en opposition emot det stränga och döda ortodoxa väsende, som då utmärkte den lutherska kyrkan, och framkallade slutligen det ryktbara konventikelplakatet av år 1726.

## Utomlands
Gottfried Arnold, mest känd för eftervärlden som författare till "radikalpietismens bibel", den monumentala "Unparteyische Kirchen- und Ketzer-Historie" från 1699-1700, skriver ett stycke om Lars Ulstadius i samma boks del III.
I Altona utgav också den utvandrade svenske församlingsledaren Lars Segerholm ett bokverk, Nordische Sammlungen, där första delen (ca 120 sidor) handlar om Lars Ulstadius. Verket är en översättning från svenska till tyska, men tyvärr finns det svenska originalmanuskriptet inte kvar.
Lauri Ulstadius är mer ihågkommen i Finland än i Sverige.